# August Schmuck
August Schmuck (* 13. August 1862 in Lemgo; † 3. März 1932 ebenda) war ein deutscher Tabakarbeiter und Politiker (SPD).

## Leben
Schmuck, der evangelischer Konfession war, war der Sohn eines Zieglers. Er besuchte die Volksschule und war dann Kleinunternehmer, Ziegler und Tabakarbeiter. Seit 1912 war er selbstständiger Zigarrenfabrikant in Lemgo.
Seit den 1890er Jahren war er einer der führenden Partei- und Gewerkschaftsfunktionäre in Lippe. Von 1898 bis 1932 war er Stadtverordneter in Lemgo.
Dem Landtag Lippe gehörte er von 1900 bis 1932 an. Er wurde bei der Landtagswahl in Lippe 1900 in der Stichwahl am 27. Dezember 1900 im zweiten Wahlkreis der dritten Klasse mit 951 von 1669 Stimmen gewählt. Er setzte sich damit gegen den Schneidermeister Jacke durch, der im ersten Wahlgang am 12. Dezember 1900 mit 32,3 % der Stimmen Zweiter hinter Schmuck (45,0 %) gewesen war. Auch bei den folgenden Wahlen gelang es ihm, jeweils in der Stichwahl den Wahlkreis zu gewinnen. Bei der Landtagswahl in Lippe 1913 erhielt er bereits im ersten Wahlgang eine absolute Mehrheit.
Von 1917 bis 1918 war er Vorsitzender des Gewerkschaftskartells in Lemgo. Nach der Novemberrevolution war er von November 1918 bis Februar 1919 Mitglied des Lippischen Volks- und Soldatenrats. In der Weimarer Republik wurde er bei allen Landtagswahlen bis 1928 auf der Liste der SPD in den Landtag gewählt. Von Juni 1921 bis Februar 1925 war er Mitglied des Lippischen Landespräsidiums.